# C'est la vie (álbum de Celtas Cortos)
C'est la vie es el octavo álbum publicado por la banda de rock española Celtas Cortos.
Fue lanzado al mercado por la discográfica DRO East West en 2003 y contó como principal novedad con la inclusión de un nuevo vocalista, Antuán Muñoz, que sustituyó al que hasta entonces había sido líder de la banda Jesús Cifuentes. Este nuevo cantante fue escogido a través de un casting que promovió el grupo, cuando las canciones del disco ya estaban prácticamente compuestas. Pero Antuán Muñoz no fue la primera opción para ser el cantante del grupo, sino que la primera opción fue Rubén Muñoz, con el cual se llega a grabar una maqueta, el cual desechó la oferta debido a motivos personales.
El del cantante no fue el único cambio que experimentó la banda para este nuevo trabajo, ya que también dejó la misma el guitarrista José Sendino y Rafael Martín Azcona, para llegar Luis Óscar Medina, Eduardo Tarilonte y Suso González. Este hecho elevó la cantidad de miembros a nueve.
Los cambios drásticos que hubo en la conformación de la banda, provocó que se planteara la idea de cambiar el nombre al grupo, ya que pocos miembros quedaban de su conformación original. Sin embargo, por presiones de la discográfica, el grupo siguió denominándose del mismo modo.  
El nombre del disco pretendía ser un homenaje a los fanes del grupo radicados en Francia y el mismo sigue con la línea de anteriores trabajos en los que la crítica social jugaba un papel muy importante.

## Lista de canciones
1. C'est la vie - 4:33
Letra: Jesús González. Música: Gego Revuelta.
2. Y después ¿qué? - 4:07
Letra: Ruben Muñoz y Carlos Soto. Música: Alberto García.
3. Baila - 3:30
Letra: Goyo Yeves. Música: Goyo Yeves.
4. Soledad en construcción - 4:40
Letra: Ruben Muñoz. Música: Carlos Soto.
5. Como saber - 4:24
Letra: Luis Óscar Medina. Música: Alberto García.
6. Archivoulouse  - 5:20
Música: Alberto García.
7. Alicia - 4:27
Letra: Jesús González. Letra rap: Vecinos Lokox. Música: Jesús González.
8. Sin papeles - 3:56
Letra: Ruben Muñoz. Música: Goyo Yeves.
9. Unos dicen - 3:25
Letra: Jesús González. Música: Jesús González.
10. Gaia - 4:24
Letra: Luis Óscar Medina. Música: Luis Óscar Medina y Carlos Soto.
11. El sueño del mono - 4:40
Música: Carlos Soto.
12. Soy lo que soy - 5:00
Letra: Ruben Muñoz. Música: Carlos Soto.
Bonus Track
13. C'est la vie (Francés) (exclusiva en iTunes)
Canto: Pierre Le Bourdonnec (cantante de Merzhin).

## Créditos
- Grabación y mezcla: José María Rosillo, en Du Manoir (Lèon, Francia) y Trak (Madrid). Asistido por: Yoan Rivemale, Kepa Madrazo, Roberto Cáceres y Miguel A. Romero.
- Grabaciones adicionales: Armando Fernández en Armando Records y Goyo Yeves en Goyeves (Valladolid).
- Dibujos e idea original: Jeremias Pau Toledo.
- Diseño y maquetación: Manuel Guio.
- Producido por: José María Rosillo y Celtas Cortos.
- Mánager: Eduardo Pérez.

Músicos
- Nacho Castro: Batería, bodhram y paila.
- Alberto García: Violín, trombón, coros y programaciones.
- Óscar García: Bajo eléctrico.
- Carlos Soto: Flauta travesera, flaura china, flautín, gaita midi, saxos soprano, alto y barítono, coros y programaciones.
- Goyo Yeves: Saxos soprano y alto, tin whistle, pandereta, coros y programaciones.
- Jesús González: Guitarra eléctrica.
- Luis Óscar "Turú" Medina: Guitarra eléctrica y acústica, tres cubano, cuatro puertorriqueño, vihuela mexicana, kora, shamizen y coros.
- Antonio E. Muñoz "Antuán": Voz y coros.
- Eduardo Tarilonte: Acordeón, piano, teclados y arpa celta.

Colaboraciones especiales
- Ruben Muñoz: Letra (Y después ¿qué?, Soledad en construcción, Sin papeles y Soy lo que soy).
- Gego Revuelta: Música (C'est la vie).
- Carlos Koschitzky: Programaciones y efectos especiales en todos los temas.
- Alfredo Requejo: Trompeta y fliscorno (Baila, Sin papeles, Unos dicen).
- Quino García: Tuba (C'est la vie).
- Laila Kannina: Chelo (Alicia).
- Luis García: Viola (Soledad en construcción).
- Ricardo López: Platos (C'est la vie).
- Jose Luis Hermosa: Batería (Archivoulouse).
- Jean Yves Maigret: Uilleam pipe (Archivoulouse).
- Ignacio Laguna, Juan Manuel Martín y Germán Rubio (Vecinos Lorox): Voces rap (Alicia).
- Mario Pérez (Vecinos Lorox): Scratches (Alicia).
- Gabriel Baloukoume, Ousman Sarr, Dame Bamba Thiam (Sunu Galgui): Voces africanas (Gaia).
- Niños (Andrés, Clara, Diana, Gloria, Gonzalo, Guillermo, Javier, José, Lucas, Marcos, Marina, Manuel, Naco, Óscar, Pablo, Rodrigo, Sara, Sergio y Valle): Voces cándidas (Soledad en construcción).